# Curtains
| Оценки критиков     | Оценки критиков |
| Источник            | Оценка          |
| ------------------- | --------------- |
| AllMusic            | [ 1 ]           |
| Soul Shine Magazine | [ 2 ]           |
| Sputnikmusic        | [ 3 ]           |
| Ultimate Guitar     | 9.9/10          |

Curtains (с англ. — «Шторы») — седьмой студийный альбом американского музыканта Джона Фрушанте, выпущенный 25 января 2005 года на Record Collection. Это последний из шести альбомов, выпущенных с июня 2004 до февраля 2005.

## Об альбоме
Этот альбом — в первую очередь акустический, в отличие от его предыдущего альбома A Sphere in the Heart of Silence, в основном электронного, созданного в сотрудничестве с Джошем Клингхоффером. По словам Фрушанте, альбом был записан в его гостиной: "Я просто сидел на подушке на полу в своей гостиной, прислонившись спиной к дивану".
В записи альбома приняли участие барабанщица Autolux Карла Азар, контрабасист Кен Уайлд и гитарист The Mars Volta Омар Родригес-Лопес, при этом Фрушанте отметил: "Карла из группы Autolux играет на барабанах. Мне нравилось ощущать женскую энергию. Мой друг Омар Родригес-Лопес из The Mars Volta немного поиграл на гитаре. Мы с ним вместе исполняем соло, используя один и тот же усилитель в одно и то же время".
Был выпущен видеоклип на песню "The Past Recedes".
11 декабря 2012 года виниловое издание пластинки было выпущенно на лейбле Record Collection. Эти переизданные пластинки весом 180 грамм доступны для скачивания в любом из форматов альбома — MP3 или WAV.
Обложка альбома воспроизведена с картины 17 века "Эней и Сивилла в Подземном Мире" фламандского художника Яна Брейгеля Младшего.

## Список композиций
Издание на Виниле
Слова и музыка всех песен — Джон Фрушанте.
| №                   | Название            | Перевод             | Длительность |
| ------------------- | ------------------- | ------------------- | ------------ |
| 1.                  | «The Past Recedes»  | Прошлое Отступает   | 3:53         |
| 2.                  | «Lever Pulled»      | Потянул за Рычаг    | 2:22         |
| 3.                  | «Anne»              | Анна                | 3:35         |
| 4.                  | «The Real»          | Реальный            | 3:07         |
| 5.                  | «A Name»            | Имя                 | 2:03         |
| Общая длительность: | Общая длительность: | Общая длительность: | 15:00        |

| №                   | Название            | Перевод                | Длительность |
| ------------------- | ------------------- | ---------------------- | ------------ |
| 6.                  | «Control»           | Контроль               | 4:29         |
| 7.                  | «Your Warning»      | Твое Предупреждение    | 3:33         |
| 8.                  | «Hope»              | Надежда                | 1:56         |
| 9.                  | «Ascension»         | Восхождение            | 2:52         |
| 10.                 | «Time Tonight»      | Время Сегодня Ночью    | 3:12         |
| 11.                 | «Leap Your Bar»     | Перепрыгни Свою Планку | 2:36         |
| Общая длительность: | Общая длительность: | Общая длительность:    | 18:38        |

| №                   | Название              | Перевод                    | Длительность |
| ------------------- | --------------------- | -------------------------- | ------------ |
| 12.                 | «Become (demo)»       | Стать (демо)               | 3:58         |
| 13.                 | «Time Tonight (demo)» | Время Сегодня Ночью (демо) | 3:05         |
| 14.                 | «Drill (demo)»        | Дрель (демо)               | 2:23         |
| Общая длительность: | Общая длительность:   | Общая длительность:        | 9:26         |

## Участники записи

### Музыканты
- Джон Фрушанте — вокал, гитара, акустическая гитара, бас-гитара, мелодика, пианино, струнный ансамбль, меллотрон, синтезатор, клавишные
- Омар Родригес-Лопес — соло-гитара (2 и 3)
- Карла Азар — ударные
- Кен Уайлд — контрабас

### Продюсирование
- Джон Фрушанте — продюсер
- Дидье Мартин — продюсер
- Райан Хьюит — звукорежиссёр, сведение
- Крис Холмс — дополнительное сведение
- Берни Грундман — мастеринг
- Дэйв Ли — оборудование

### Оформление
- Лола Монтес — фотография
- Майк Писцителли — дизайн
- Джон Фрушанте — дизайн